# Fédération des sociétés savantes des Vosges
La Fédération des sociétés savantes des Vosges ou F.S.S.V a été créée en 1983. C'est une association loi de 1901 qui a pour objet de regrouper les sociétés savantes du département des Vosges.

## Les membres
Ce sont plus de trente associations qui travaillent à mettre en valeur la connaissance de l’histoire et du patrimoine du département des Vosges. La F.S.S.V a l'appui de deux institutions associées les Archives départementales des Vosges et Université Nancy-II.

## Les Journées d'études vosgiennes
Les Journées d’études vosgiennes (ou J.E.V.) ont été organisées pour la première fois en 1975 à Épinal. L'idée était de réunir en un même lieu pour une série de conférences des universitaires et des historiens locaux, afin d’étudier l’histoire et la géographie des villes vosgiennes. Les organisateurs privilégient l'alternance entre commune de la plaine vosgienne et commune de la montagne pour l'accueil des JEV. Ces journées donnent lieu à la publication d'un ouvrage reprenant les textes des conférences.
La F.S.S.V. coordonne ces journées et assure la publication des actes depuis 2009.

## Les salons du livre Vosges
Depuis 2009, la F.S.S.V organise un salon du livre Vosges. Ces manifestations permettent aux sociétés d'Histoire et aux associations du département de présenter leurs publications nouvelles. On peut également y trouver des ouvrages anciens, procéder à des échanges, y vendre ou y acheter tout ouvrage dont le sujet est le département des Vosges.

## Publications
- Patrimoine et cultures au Pays de Neufchâteau, Fédération des sociétés savantes des Vosges et Amis du livre et du patrimoine de Neufchâteau,   (ISBN 2-9522 166-8-1)
- Raon-l’Étape, l’eau, le flottage et les industries, Fédération des sociétés savantes des Vosges et Société philomatique vosgienne, 2010,  (ISBN 2-9522 166-0-6)
- La vallée du Côney, métallurgie et thermalisme, Fédération des sociétés savantes des Vosges et Amis du vieux Fontenoy, 2011,  (ISBN 2-9522 166-1-4)
- Les Vosges, François de Neufchâteau, édition du texte original établie par Philippe Alexandre, Épinal, Fédération des sociétés savantes des Vosges, 2009,  (ISBN 2-9522166-9-X).
- Le Pays de Dompaire, Fédération des sociétés savantes des Vosges et Histoire et patrimoine de Ville-sur-Illon, 2012
- Mirecourt, la ville, son architecture et son histoire, Jean-Paul Rothiot et Jean-Pierre Husson (dir.), 2013, actes des Journées d'études vosgiennes d'octobre 2012, tome 1, 359 p., ill., cartes
- Mirecourt, une ville et ses métiers, Jean-Paul Rothiot et Jean-Pierre Husson (dir.), 2013, actes des Journées d'études vosgiennes d'octobre 2012, tome 2, 446 p., ill.

## Prix
- Prix des sociétés savantes de la Fondation des travaux historiques et scientifiques 2018.

## Sources
- Site officiel de la Fédération des Sociétés Savantes des Vosges
- Les journées d'études Vosgienne dans la presse